# GLACE
GLACE (også kaldet Greenlandair Charter A/S)  var et grønlandsk charterselskab, datterselskab af Grønlandsfly i 1980'erne. Det foretog rekognoscering for Iscentralen i Narsarsuaq med Twin Otter-fly.